# 湯姆·倫克
湯姆·倫克（英語：Thomas Loren "Tom" Lenk，1976年6月16日—）是美國的一位舞台和電視演員。他最著名的作品是在吸血鬼獵人巴菲中飾演Andrew Wells角色。他曾就讀於加州大學洛杉磯分校。